# ضوران (بني مطر)
ضوران هي إحدى قرى عزلة ديان بمديرية بني مطر التابعة لمحافظة صنعاء، بلغ تعداد سكانها 189 نسمة حسب تعداد اليمن لعام 2004.